# 五塔山
五塔山（意大利语：Cinque Torri）属于多洛米蒂山东段，位于圣维托迪卡多雷的西北方，科爾蒂納丹佩佐的西南方。

## 描述
五塔山，与该地区所有山峰一样，均由白云岩组成，带有特殊的浅灰色。这组群峰由五座塔组成，因而得名。最高海拔2.361米（大塔）。每个"塔"都有自己的名称：
- 大塔（Torre Grande），最高的一座塔，又包括三个非常吸引攀岩者的山峰：北峰（Cima Nord）、南峰（Cima Sud）和西峰（Cima Ovest）；
- 二塔（Torre Seconda），又名巴兰西奥塔（Torre del Barancio）或罗马塔（Torre Romana）；
- 三塔（Terza Torre），或拉丁塔（Torre Latina）；
- 四塔（Quarta Torre）, 由两块不同高度的岩石组成，分别称为低四塔（Torre Quarta Bassa）和高四塔（Torre Quarta Alta）；
- Quinta Torre,或英国塔（Torre Inglese）。

它们位于科尔蒂纳丹佩佐山谷的西南部地区，阿韦劳山以北，其中五塔山可被视为其中的一部分。

## 夏季和冬季活动
在五塔山地区有以下山小屋：
- 五塔山小屋（Rifugio Cinque Torri），2137米
- 斯科亚托利小屋（Rifugio Scoiattoli），2255米

在夏季，可以在树林和小径游览，其中包括沿着科爾蒂納丹佩佐与圣维托迪卡多雷两个市镇边界的小径，以及第一次世界大战的战壕的历史道路。
五塔山还提供良好和受欢迎的各种攀岩路线。
在冬季，五塔山属于一个重要的滑雪区，其赛道是多洛米蒂超级滑雪区域的一部分。因此，它们与附近的拉加佐伊山和Col Gallina山相连。直到几年前，滑雪还只能经由拉加佐伊山 - Col Gallina - 五塔山路线，但自从2008-2009年冬季开始，也可以经由五塔山地区，通过电梯和相应的赛道到较高的法尔扎雷戈山口地区，滑雪下坡翻过阿韦劳山。

## 历史
第一次世界大战期间，这个地区曾是意大利与奥匈帝国军队冲突的战场。有无数战斗和意大利军队建造的战争避难所的遗迹，最近已经重建，以建立一个带有历史行程的露天博物馆。